# Pierre à encre
 (juillet 2025).

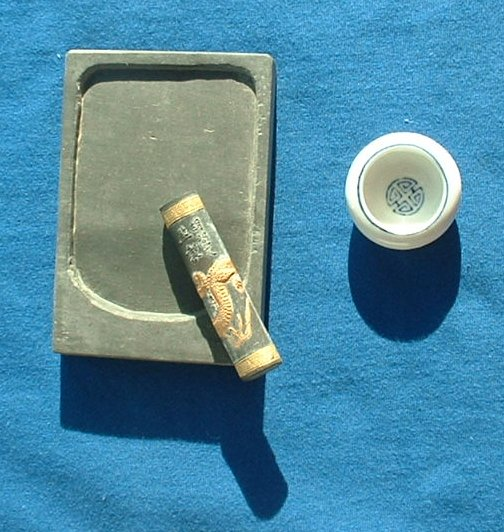
Pierre et bâton d'encre.

La pierre à encre (chinois 硯/砚 : yàn ; japonais 硯 : suzuri ) est un outil d'Extrême-Orient utilisé en écriture, calligraphie et peinture (principalement le lavis).
Elle sert à y frotter un bâton d'encre dans de l'eau déposée par une verseuse afin d'obtenir de l'encre de Chine liquide, pour pouvoir l'utiliser avec un pinceau à lavis.
Elle fait partie des quatre trésors du lettré avec les pinceaux, l'encre, et le papier.

## Son origine
À l’époque des Han (漢, de 206 av. J.-C. à 220 ap. J.-C.), on se servait de plats de bronze qui faisaient office de pierre à encre. L’époque des Jin (晋, 265-419) quant à elle, vit apparaitre des sortes de petits mortiers pour remplir cette fonction.
Mais ce n’est réellement que sous les Tang (唐, 618-907) que la pierre à encre fit son apparition. Des quatre trésors du lettré, la pierre à encre apparaît comme étant le plus solide. C’est aussi celui auquel le calligraphe est le plus attaché.
Les pierres à encre sont créées à partir de pierres naturelles travaillées, puis creusées et enfin polies pour parfois prendre des formes très sophistiquées.

## Qualité des pierres à encre
Deux types de roches sont principalement utilisés pour la fabrication des pierres à encre :
- des roches éruptives sous marines, comme la célèbre pierre chinoise duānxī (端溪), en japonais tankei (端渓?) ;
- des  roches sédimentaires comme la pierre shexian, en japonais kyūjū (歙州?).

La pierre à encre est constituée d’une partie plate appelée « colline » (qiū [丘] ou gāng [冈] ; oka [丘] ou [岡] en japonais), et d’une partie creuse « la mer », hǎi, 海 (umi en japonais) destinée à recueillir l’encre créée.
On apprécie surtout chez une pierre à encre le grain, la texture ou même le son qu’elle produit lorsque l’on y frotte en mouvement circulaire le bâtonnet d’encre :

« Si l’on frappe la pierre suspendue à un crochet, d’un coup sec avec le doigt, elle doit rendre un beau son clair. » Et aussi : « Une bonne pierre se distingue d’abord par la finesse et la régularité de son grain. Elle a une douceur, un moelleux que l’on éprouve en la caressant de la paume de la main. Elle a un éclat satiné. Grâce à ces qualités, elle saisit l’encre au passage du bâton, ce qui accélère le broyage et donne une encre fine et dense. Une partie infinitésimale de son grain passe en outre dans l’encre, dit-on, et lui donne une patine supérieure. Sur une pierre trop dure, le bâton n’est pas saisi mais repoussé, il glisse ; le broyage se fait de manière irrégulière et l’encre est moins belle… »

— J.-F. Billeter
Depuis toujours, les meilleures pierres viennent de carrières chinoises situées sur la rive sud du Xijiang dans le Guangdong. Mais l’extraction de ces pierres était dangereuse et éprouvante, car on les trouvait le plus souvent dans des grottes particulièrement touchées par de violentes crues. Encore aujourd’hui, de nombreuses mines sont en activité, et les pierres les plus anciennes de plus de cent ans, aussi nommées guyàn / ko-ken (古硯), sont beaucoup plus recherchées que les plus récentes nommées xinyàn / shin-ken (新硯). Certaines régions du Japon produisent également des pierres de bonne qualité. Mais très vite ces produits haut de gamme se trouvent être épuisés.[réf. nécessaire]
Un débutant peut utiliser des pierres toutes simples, qu’il pourra par la suite changer pour des pierres à encre de qualité supérieure suivant l’évolution de ses progrès.

## Les pierres plastiques
Il existe aussi des pierres à encre essentiellement créées grâce à des matières plastiques et qui, à l'origine, étaient exclusivement destinées à recevoir une encre chimique liquide.
Il existe maintenant des revêtements plastiques particuliers adaptés à la création d'encre à l'aide du bâton d'encre.
Certaines pierres plastiques sont réversibles, une face étant destinée à l'encre produite au bâton et l'autre à l'utilisation d'encre liquide.

## Les variétés de pierres
Il existe de nombreuses pierres de qualité, d’origine chinoise. Néanmoins, c’est dans les 2 variétés de pierres que sont les tankei (端渓)et les kyūjū (歙州) que l’on trouve les plus fameuses.
Dès la dynastie  Song, on considère les tankei comme étant les meilleures pierres. De teinte violette, et d’un aspect doux, leur surface est lisse mais le grain est pointu et dur. Cette variété de pierre à la particularité d’être très résistante au fil du temps.
Les pierres kyūjū (歙州) quant à elles, qui ont été découvertes au début du VIIIe siècle, sont issues de glaise solidifiée. De couleur noire teintée de bleu, elles sont souvent porteuses de reflets dorés et argentés dus à la présence de sulfure de cuivre. Ce sont des pierres qui s’écaillent très facilement, c’est pourquoi elles sont rarement décorées.
Depuis l’épuisement des mines anciennes, on trouve de plus en plus de copies de pierres anciennes. La valeur des pierres japonaises n’est en rien comparable à la valeur des pierres chinoises. Néanmoins, face à l’épuisement des meilleures mines chinoises, les pierres japonaises connaissent un certain essor.
Ainsi, on peut citer des pierres comme akama-ishi (赤間石), takashima-ishi (高島石), genshō-seki (玄晶石), ou ogatsu-suzuri (雄勝硯), plus courantes sous l’époque d'Edo, et les pierres plus récentes, amabata-ken (雨畑硯), sōryū-ken (蒼龍硯) ou nakamura-suzuri (中村硯) et ryūkei-ken (龍渓硯). Bien que les amabata soient de meilleure qualité, le marché est occupé à 85 % par les genshō-seki.
Après usage, il ne faut jamais laisser la moindre trace d’encre sur la pierre, et toujours la nettoyer avec soin.
Des quatre trésors du lettré, elle est l’élément stable et fondamental. C'est par conséquent l'outil auquel le calligraphe est le plus attaché.